# 비금수도
비금수도는 전라남도 신안군 비금면 비금도와 도초도 사이에 있는 수도이다.

## 해양지명
- 제정 해양지명 : 비금수도[1]
- 대표위치(WGS-84) : 34°43´28.8"N, 125°56´38.9"E
- 범위 : 전남 신안군 비금면 비금도와 도초면 도 초도 사이의 길이 약 10km의 좁은 수로